# 明治安田レディスゴルフトーナメント
明治安田レディスゴルフトーナメント（めいじやすだレディスゴルフトーナメント）は、日本女子プロゴルフ協会（以下、JLPGAと表記）が主催し、生命保険企業の明治安田生命保険相互会社が特別協賛する女子プロゴルフトーナメントである。

## 大会概要
本大会は明治安田生命保険相互会社から特別協賛を得て2025年から開催される新設トーナメントである。
明治安田生命保険は2021年よりJLPGAとオフィシャルパートナーシップ契約を締結し、これに合わせて『女子プロゴルフ応援宣言』と題し、ゴルフ普及を通して健康づくり活動など多彩な活動を展開中である。
明治安田生命保険はまた、横浜ゴムが2008年より毎年3月第2週に土佐カントリークラブ（高知県香南市）にて主催していたJLPGA公式ツアー大会の『ヨコハマタイヤゴルフトーナメント PRGRレディスカップ』を2020年から特別協賛社としてスポンサード、これに合わせて大会名も同年より『明治安田レディス ヨコハマタイヤゴルフトーナメント』として開催されていた。しかし2024年限りで同大会は開催終了となり、17年の歴史に終止符を打った。
そのため、明治安田生命保険はJLPGAと協議の上で2025年より自社が特別協賛する公式ツアー大会を仙台クラシックゴルフ倶楽部（宮城県富谷市）を会場として新設することとし、7月第3週に組み込むことを決め、2024年12月に正式発表したのであった。しかしその第1回は開幕前にコース内にクマ出没によりプロアマ戦と1日目中止。その後一般非公開で54ホール短縮競技で実施。
テレビ中継はテレビ東京系列、BSテレ東、地元局のミヤギテレビで行われる予定。

## 歴代優勝者
| 開催回 | 開催年 | 優勝者名   | スコア | 備考 |
| ------ | ------ | ---------- | ------ | ---- |
| 第1回  | 2025年 | 小祝さくら | –15    |      |